# Buringspolder
De Buringspolder is een voormalig waterschap in de Nederlandse provincie Groningen, waarvan de molen voor 1832 werd gebouwd.
Door de aanleg van het Eemskanaal werd deze polder in tweeën geknipt. Het noordelijke deel werd toegevoegd aan de Fledderbosscherpolder.
Het deel ten zuiden werd van het samen met de zuidelijke delen van de beide Heidenschapperpolders samengevoegd tot het waterschap Het Lageland.